# Прва македонско-косовска пролетерска ударна бригада
Прва македонско-косовска пролетерска ударна бригада је формирана 11. новембра 1943. године у селу Сливову код Охрида. Састојала се од бораца батаљона „Мирче Ацев“, Кичевског батаљона, Првог косовско-метохијског батаљона „Рамиз Садику“ и Другог косовско-метохијског батаљона „Боро Вукмировић”. Имала је око 700 бораца.
Први командант бригаде био је Петар Брајовић, народни херој, а политички комесар Мита Миљковић. 
Бригада је била вишенационалног састава и у њеним редовима заједно заједно су се борили Македонци, Албанци, Срби, Црногорци, Словенци и Италијани.

## Борбени пут бригаде
Одмах после формирања, бригада је водила борбе против немачких и балистичких јединица на терену Кичева и против бугарских окупационих јединица на подручју Крушева, Ресана и Охрида. Почетком децембра, водила је одбрамбене борбе против немачко-балистичких јединица које су концентрично нападале из Кичева, Дебра и Струге на слободну територију Дебарца, на којој су се налазили Централни комитет КП Македоније и Главни штаб НОВ и ПО Македоније.
Под притиском надмоћнијих немачко-балистичких јединица, бригада је заједно с Главним штабом и ЦК КПМ извршила марш преко Галичице и албанске територије у Грчку, где је 13. децембра 1943. стигла у Караџову. У време покрета, у састав бригаде ушао је батаљон „Стив Наумов“, али је већ у јануару 1944. изашао из њеног састава и с батаљоном „Христо Ботев“ формирао Трећу групу батаљона. Према оперативном плану ГШ Македоније, 1. македонско-косовска с Другом македонском бригадом и Трећом групом батаљона водила је до краја јануара 1944. успешне борбе против немачких и бугарских снага на Меглену, Маријову и рејону планине Кожуф и угрожавала комуникације Солун–Ђевђелија–Скопље.
У Фебруарском походу посебно се истакла у тешким борбама које је у првој половини фебруара 1944. водила против знатно бројнијих и опремљенијих бугарских јединица. Бригада је по великом снегу, мразу и хладноћи прешла преко 300 километара. У сукобу с бугарским јединицама, бригада је олакшала пролаз 3. групе батаљона с Главним штабом Македоније и избијање на терен Куманова.
За исказану храброст и упорност током Фебруарског похода, бригада је похваљена од ГШ Македоније 26. марта 1944. године. У Пролећној офанзиви, бригада је била подељена на две групе батаљона (македонску и косовско-метохијску), учествовала у офанзиви ка западној Македонији и од 8. маја до 4. јуна разбила противофанзиву 297. немачке дивизије и балистичких снага у Дебарцима и водила борбе на комуникацији Струга–Дебар. 
Од групе македонских батаљона формирана је 8. јуна 1944. Прва македонска бригада, а од косовско-метохијских, 24. јуна 1944. године Прва косовско-метохијска бригада. 
Одликована је Орденом народног хероја Југославије 8. новембра 1958. године (под именом 15. пролетерска бригада), Орденом народног ослобођења и Орденом братства и јединства.

## Народни хероји Прве македонско-косовске пролетерске бригаде
Неки од бораца Прве македонско-косовске пролетерске бригаде, проглашени за народне хероје Југославије, су:
- Петар Брајовић, први командант бригаде
- Урош Булатовић, командир чете
- Чеде Филиповски, заменик команданта бригаде
- Вера Ацева, заменица политичког комесара бригаде
- Илија Јовановски Цветан, заменик командира батаљона
- Михо Михајловски, заменик командира батаљона
- Ђоре Дамевски, помоћник политичког комесара бригаде
- Манчу Матак, командир Прилепске чете
- Дара Драгишић, политички комесар Другог батаљона
- Мирко Арсенијевић, политички комесар Првог батаљона
- Џевдет Дода, командир Првог батаљона
- Атанас Забазновски, борац-митраљезац
- Злате Михајловски, борац-пушкомитраљезац
- Милош Гилић, политички комесар Групе косовско-метохијских батаљона